# Seoni (district)
Seoni is een district van de Indiase staat Madhya Pradesh. Het district telt 1.165.893 inwoners (2001) en heeft een oppervlakte van 8758 km².
Hoofdstad: Bhopal
Districten: